# Ildikó Gulyás
Pour les articles homonymes, voir Gulyás.
Ildikó Gulyás, née le 18 octobre 1960 à Budapest, est une joueuse hongroise de basket-ball.

## Carrière
Elle est médaillée d'argent du Championnat d'Europe féminin cadettes en 1976, cinquième du Championnat d'Europe féminin juniors en 1977 et médaillée d'argent du Championnat d'Europe féminin juniors en 1979.
Avec l'équipe de Hongrie féminine de basket-ball, elle se classe 4e du tournoi féminin de basket-ball aux Jeux olympiques d'été de 1980, 7e du Championnat d'Europe 1980, 9e du Championnat d'Europe 1981 et 3e du Championnat d'Europe 1985.

## Famille
Elle est la sœur des joueuses de basket-ball Éva et Magdolna Gulyás.